# Granselet
Granselet är en sjö i Arjeplogs kommun i Lappland och ingår i Umeälvens huvudavrinningsområde. Sjön är 23,5 meter djup, har en yta på 2,55 kvadratkilometer och är belägen 390,1 meter över havet. Granselet ligger i Laisälven Natura 2000-område. Sjön avvattnas av vattendraget Laisälven.

## Delavrinningsområde
Granselet ingår i det delavrinningsområde (728852-158486) som SMHI kallar för Utloppet av Granselet. Medelhöjden är 457 meter över havet och ytan är 27,39 kvadratkilometer. Räknas de 144 avrinningsområdena uppströms in blir den ackumulerade arean 2 885,84 kvadratkilometer. Laisälven som avvattnar avrinningsområdet har biflödesordning 3, vilket innebär att vattnet flödar genom totalt 3 vattendrag innan det når havet efter 348 kilometer. Avrinningsområdet består mestadels av skog (79 procent). Avrinningsområdet har 2,58 kvadratkilometer vattenytor vilket ger det en sjöprocent på 9,4 procent.